# Bildstock (Obererthal; Boden; Schäferhügel)

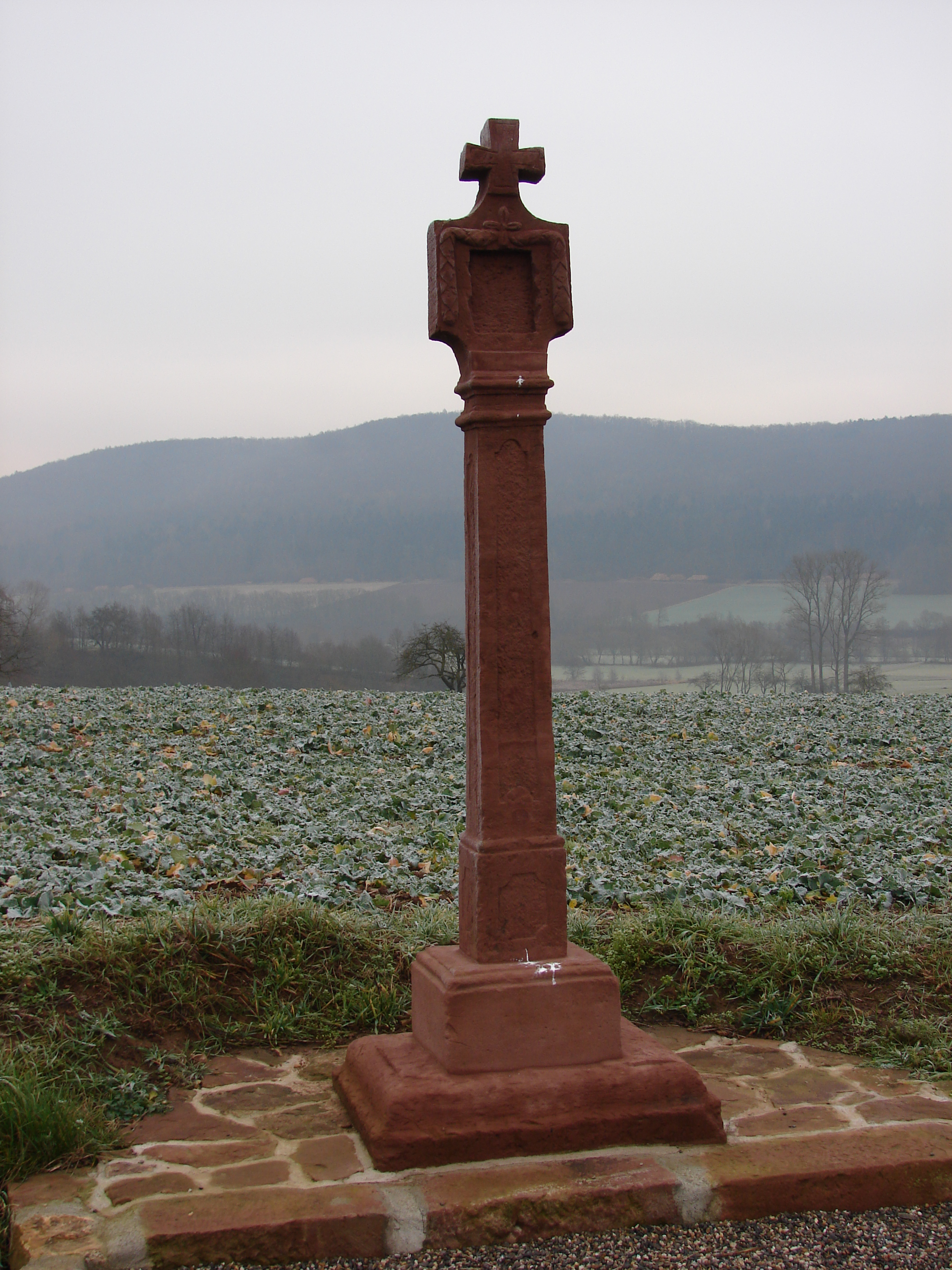
Bildstock in Obererthal, Flur Boden; Schäferhügel

Der Bildstock Boden; Schäferhügel befindet sich in Obererthal, einem Gemeindeteil der Kleinstadt Hammelburg im Landkreis Bad Kissingen in der Flur Boden; Schäferhügel.
Er gehört zu den Baudenkmälern von Hammelburg und ist unter der Nummer D-6-72-127-175 in der Bayerischen Denkmalliste registriert.

## Beschreibung
Der 240 cm hohe Bildstock besteht aus rotem Sandstein. Er entstand im 19. Jahrhundert.
Der Bildstock besteht aus einem Bekrönungskreuz, einem viereckigen Kapitell mit leerer Nische, der von einem zopfartigen Rahmen umgeben ist, einem Wulst-Kehle-Wulst-Übergang zum abgefasten Pfeiler mit leeren Hohlblenden sowie einem abgestuften Sockel ohne Inschrift und ohne Jahreszahl.
Der Aufsatz hat die Abmessungen 44 cm × 35 cm × 10 cm, der Schaft einen Querschnitt von 20 cm × 19 cm.